# Ronde van Nederland 1990
De 30e editie van de Ronde van Nederland ging op 13 augustus 1990 van start in Groningen. Na 5 etappes werd op 18 augustus in Gulpen gefinisht. De ronde werd gewonnen door Jelle Nijdam.

## Eindklassement
Jelle Nijdam werd winnaar van het eindklassement van de Ronde van Nederland van 1990 met een voorsprong van 27 seconden op Erik Breukink. De beste Belg was Eric Vanderaerden met een 10e plaats.
| Rang | Renner            | Land       | Tijd       |
| ---- | ----------------- | ---------- | ---------- |
| 1    | Jelle Nijdam      | Nederland  | 24u 02'20" |
| 2    | Erik Breukink     | Nederland  | + 0'27"    |
| 3    | Thierry Marie     | Frankrijk  | + 0'30"    |
| 4    | Steven Rooks      | Nederland  | + 0'44"    |
| 5    | Søren Lilholt     | Denemarken | + 0'49"    |
| 6    | Uwe Raab          | Duitsland  | + 0'51"    |
| 7    | Eddy Schurer      | Nederland  | + 1'02"    |
| 8    | Nico Verhoeven    | Nederland  | + 1'04"    |
| 9    | Gérard Rue        | Frankrijk  | + 1'05"    |
| 10   | Eric Vanderaerden | België     | + 1'20"    |

## Etappe-overzicht
| Etappe  | Van - naar             | Km        | Etappewinnaar     |
| ------- | ---------------------- | --------- | ----------------- |
| Proloog | Groningen              | 5,5       | Jelle Nijdam      |
| 1       | Groningen - Raalte     | 212       | Wiebren Veenstra  |
| 2       | Raalte - Dordrecht     | 209       | Wiebren Veenstra  |
| 3       | Dordrecht - Eindhoven  | 197       | Peter Pieters     |
| 4a      | Eindhoven - Maastricht | 108       | Eric Vanderaerden |
| 4b      | Maastricht             | 7,6 (ITT) | Thierry Marie     |
| 5       | Maastricht - Gulpen    | 172       | Eddy Schurer      |

1948 · 1949 · 1950 · 1951 · 1952 · 1953 · 1954 · 1955 · 1956 · 1957 · 1958 · 1959 · 1960 · 1961 · 1962 · 1963 · 1964 · 1965 · 1966 · 1967 · 1968 · 1969 · 1970 · 1971 · 1972 · 1973 · 1974 · 1975 · 1976 · 1977 · 1978 · 1979 · 1980 · 1981 · 1982 · 1983 · 1984 · 1985 · 1986 · 1987 · 1988 · 1989 · 1990 · 1991 · 1992 · 1993 · 1994 · 1995 · 1996 · 1997 · 1998 · 1999 · 2000 · 2001 · 2002 · 2003 · 2004 · 2005 · 2006 · 2007 · 2008 · 2009 · 2010 · 2011 · 2012 · 2013 · 2014 · 2015 · 2016 · 2017 · 2018 · 2019 · 2020 · 2021 · 2022 · 2023 · 2024